# ジョナサン・オルネラス
ジョナサン・オルネラス（Jonathan Ornelas, 2000年5月26日 - ）は、 アメリカ合衆国アリゾナ州マリコパ郡グレンデール出身のプロ野球選手（内野手）。右投右打。MLBのアトランタ・ブレーブス所属。

## 経歴

### プロ入りとレンジャーズ時代
2018年のMLBドラフト3巡目（全体91位）でテキサス・レンジャーズから指名され、プロ入り。契約後、傘下のルーキー級アリゾナリーグ・レンジャーズでプロデビュー。48試合に出場して打率.302、3本塁打、28打点、15盗塁を記録した。
2019年はA級ヒッコリー・クロウダッズでプレーし、113試合に出場して打率.257、6本塁打、38打点、13盗塁を記録した。
2020年はCOVID-19の影響でマイナーリーグの試合が開催されなかったため、公式戦の出場は無かった。
2021年はA+級ヒッコリーでプレーし、94試合に出場して打率.261、8本塁打、38打点、9盗塁を記録した。
2022年はAA級フリスコ・ラフライダーズでプレーし、123試合に出場して打率.299、14本塁打、64打点、14盗塁を記録した。オフの11月15日にルール・ファイブ・ドラフトでの流出を防ぐために40人枠入りした。
2023年はAAA級ラウンドロック・エクスプレスで開幕を迎えた。8月6日にメジャー初昇格し、7日のオークランド・アスレチックス戦でメジャーデビューを果たした。この年メジャーでは8試合に出場して打率.143だった。
2024年は18試合に出場して打率.216、3打点を記録した。
2025年は開幕こそマイナーで迎えたが、3月30日にジョシュ・ヤンの故障者リスト入りに伴ってメジャー昇格。しかし、2試合に出場後の4月9日にワイアット・ラングフォードの故障者リスト入りなどによって、AAA級ラウンドロックに降格した。その後5月2日にニック・アーメドと入れ替わる形で再昇格を果たすも、同日の試合に出場しただけで翌3日にコーリー・シーガーの復帰などに伴って、すぐにオプションでAAA級ラウンドロックに降格、同月19日にマイケル・ヘルマンの獲得に伴ってDFAとなった。

### ブレーブス時代
2025年5月24日に金銭トレードでアトランタ・ブレーブスに移籍した。移籍後はオーランド・アルシアと入れ替わって40人枠入りし、そのままAAA級グウィネット・ストライパーズに配属された。

## プレースタイル
グラブで貢献するタイプの内野のユーティリティープレイヤーである。守備では、遊撃手を守っても二塁手を守ってもファーストステップが速く、グラブ捌きも巧い。肩の強さもトップクラスなので遊撃で起用すると一番生きるタイプと言われる。クラッチ・ディフェンダーであり、遊撃守備ではチームのピンチを救うスーパープレーをしばしば見せる。ダブルプレーを完成させる能力も高い。打撃は早打ちをしないため出塁率は高いが、パワーはイマイチと評される。

## 詳細情報

### 年度別打撃成績
| 年 度    | 球 団    | 試 合 | 打 席 | 打 数 | 得 点 | 安 打 | 二 塁 打 | 三 塁 打 | 本 塁 打 | 塁 打 | 打 点 | 盗 塁 | 盗 塁 死 | 犠 打 | 犠 飛 | 四 球 | 敬 遠 | 死 球 | 三 振 | 併 殺 打 | 打 率 | 出 塁 率 | 長 打 率 | O P S |
| -------- | -------- | ----- | ----- | ----- | ----- | ----- | -------- | -------- | -------- | ----- | ----- | ----- | -------- | ----- | ----- | ----- | ----- | ----- | ----- | -------- | ----- | -------- | -------- | ----- |
| 2023     | TEX      | 8     | 8     | 7     | 2     | 1     | 0        | 0        | 0        | 1     | 0     | 0     | 0        | 0     | 0     | 0     | 0     | 1     | 4     | 0        | .143  | .250     | .143     | .393  |
| 2024     | TEX      | 18    | 40    | 37    | 1     | 8     | 2        | 0        | 0        | 10    | 3     | 0     | 0        | 1     | 0     | 2     | 0     | 0     | 14    | 0        | .216  | .256     | .270     | .527  |
| 2025     | TEX      | 4     | 6     | 5     | 0     | 0     | 0        | 0        | 0        | 0     | 0     | 0     | 0        | 0     | 0     | 1     | 0     | 0     | 3     | 0        | .000  | .167     | .000     | .167  |
| MLB：3年 | MLB：3年 | 26    | 48    | 44    | 3     | 9     | 2        | 0        | 0        | 11    | 3     | 0     | 0        | 1     | 0     | 2     | 0     | 1     | 18    | 0        | .205  | .255     | .250     | .505  |

- 2024年度シーズン終了時

### 年度別守備成績
内野守備
| 年 度 | 球 団 | 二塁（2B） | 二塁（2B） | 二塁（2B） | 二塁（2B） | 二塁（2B） | 二塁（2B） | 三塁（3B） | 三塁（3B） | 三塁（3B） | 三塁（3B） | 三塁（3B） | 三塁（3B） | 遊撃（SS） | 遊撃（SS） | 遊撃（SS） | 遊撃（SS） | 遊撃（SS） | 遊撃（SS） |
| 年 度 | 球 団 | 試 合      | 刺 殺      | 補 殺      | 失 策      | 併 殺      | 守 備 率   | 試 合      | 刺 殺      | 補 殺      | 失 策      | 併 殺      | 守 備 率   | 試 合      | 刺 殺      | 補 殺      | 失 策      | 併 殺      | 守 備 率   |
| ----- | ----- | ---------- | ---------- | ---------- | ---------- | ---------- | ---------- | ---------- | ---------- | ---------- | ---------- | ---------- | ---------- | ---------- | ---------- | ---------- | ---------- | ---------- | ---------- |
| 2023  | TEX   | -          | -          | -          | -          | -          | -          | 3          | 0          | 1          | 0          | 0          | 1.000      | 4          | 1          | 0          | 0          | 0          | 1.000      |
| 2024  | TEX   | 4          | 1          | 1          | 0          | 0          | 1.000      | 7          | 6          | 14         | 2          | 0          | .909       | 6          | 7          | 9          | 0          | 1          | 1.000      |
| MLB   | MLB   | 4          | 1          | 1          | 0          | 0          | 1.000      | 10         | 6          | 15         | 2          | 0          | .913       | 10         | 8          | 9          | 0          | 1          | 1.000      |

中堅守備
| 年 度 | 球 団 | 中堅（CF） | 中堅（CF） | 中堅（CF） | 中堅（CF） | 中堅（CF） | 中堅（CF） |
| 年 度 | 球 団 | 試 合      | 刺 殺      | 補 殺      | 失 策      | 併 殺      | 守 備 率   |
| ----- | ----- | ---------- | ---------- | ---------- | ---------- | ---------- | ---------- |
| 2024  | TEX   | 1          | 0          | 0          | 0          | 0          | ----       |
| MLB   | MLB   | 1          | 0          | 0          | 0          | 0          | ----       |

- 2024年度シーズン終了時

### 背番号
- 36（2023年）
- 21（2024年 - 2025年）
- 24（2025年 - 同年途中）